# Harry Burgess (Gouverneur)

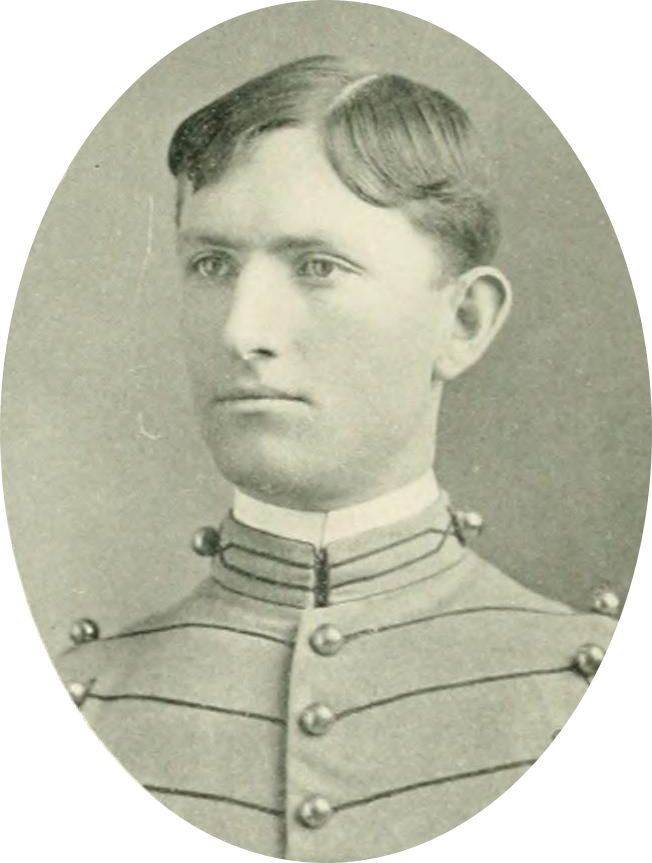
Harry Burgess

Harry Burgess (* 22. Februar 1872 in Starkville, Oktibbeha County, Mississippi; † 18. März 1933 in Hot Springs, Arkansas) war ein US-amerikanischer Offizier. Zwischen 1928 und 1932 war er Gouverneur der Panamakanalzone.

## Werdegang
Zwischen 1888 und 1891 absolvierte Harry Burgess die Mississippi Agricultural and Mechanical School. Danach studierte er bis 1895 an der United States Military Academy in West Point. Anschließend begann er eine militärische Laufbahn beim United States Army Corps of Engineers. Während des Ersten Weltkrieges passte er in Frankreich die Eisenbahninfrastruktur den Bedürfnissen der amerikanischen Expeditionstruppen an. Im Jahr 1920 wurde er zum Oberst befördert. Am Ende seiner Laufbahn hatte er es bis zum Brigadegeneral gebracht. Zwischen 1924 und 1928 war er für die Instandhaltung des Panamakanals verantwortlich.
Zwischen 1928 und 1932 war Burgess Gouverneur der Panamakanalzone. Das war eine Zeit, in der der Verkehr auf dem Kanal zunahm. Daher setzte er sich für eine Vergrößerung der Kapazitäten des Kanals ein. Er plante auch den Bau neuer Schulgebäude und Wohnheimen für Krankenschwestern. Damals entstand in der Kanalzone auch eine öffentliche Bücherei. Er starb am 18. März 1933 in Hot Springs und wurde auf dem Nationalfriedhof Arlington in Virginia beigesetzt.